# Luis Ángel Landín
Luis Ángel Landín Cortés (ur. 23 lipca 1985 w Zamorze) – meksykański piłkarz występujący najczęściej na pozycji napastnika.

## Kariera klubowa
Landín jest wychowankiem zespołu CF Pachuca, do którego seniorskiego składu został włączony w wieku 19 lat przez argentyńskiego szkoleniowca Rubéna Omara Romano. W meksykańskiej Primera División zadebiutował 22 sierpnia 2004 w zremisowanym 1:1 spotkaniu z Guadalajarą, jednak nie potrafił się wówczas zadomowić w pierwszej drużynie Pachuki, występując głównie w drugoligowych filiach klubu – Pachuca Juniors i Indios de Ciudad Juárez. W wyjściowej jedenastce ekipy zaczął się pojawiać dopiero podczas rozgrywek 2005/2006, wtedy także strzelił pierwszego gola w najwyższej klasie rozgrywkowej – 11 września 2005 w wygranej 5:1 konfrontacji z Jaguares. Dwukrotnie zdobywał mistrzostwo Meksyku – w fazie Clausura sezonu 2005/2006 i rok później; w fazie Clausura rozgrywek 2006/2007. Triumfował także z Pachucą w drugim co do ważności turnieju w Ameryce Południowej – Copa Sudamericana 2006, podczas którego wystąpił w czterech spotkaniach, nie strzelając gola.
Latem 2007 Landín przeszedł do ekipy Monarcas Morelia. W zespole tym spędził półtora roku i mimo regularnej gry nie odniósł z nim żadnych sukcesów zarówno na arenie krajowej, jak i międzynarodowej. Wiosną 2009 został wypożyczony do stołecznego Cruz Azul, gdzie był ważnym zawodnikiem wyjściowej jedenastki i najskuteczniejszym strzelcem drużyny. Doszedł z nią do finału Ligi Mistrzów CONCACAF w sezonie 2008/2009. Podczas jesiennej fazy Apertura rozgrywek 2009/2010 wywalczył z Cruz Azul wicemistrzostwo Meksyku, jednak jego wkład w ten sukces był znikomy – rozegrał tylko jedno spotkanie na samym początku sezonu, po czym odszedł do amerykańskiego pierwszoligowca Houston Dynamo. W tamtejszej Major League Soccer zadebiutował 24 sierpnia 2009 w zremisowanym 1:1 meczu z Seattle Sounders, natomiast pierwszego gola zdobył 4 października tego samego roku w konfrontacji z Kansas City Wizards, także zremisowanej 1:1. Ogółem podczas roku spędzonego w Stanach Zjednoczonych Landín zdobył dwa gole w szesnastu ligowych pojedynkach i nie wywalczył z Dynamo większych osiągnięć.
W letnim okienku transferowym 2010 Landín na zasadzie rocznego wypożyczenia zasilił meksykański klub Atlante FC z siedzibą w mieście Cancún. Tam pozostawał jednak głębokim rezerwowym zespołu i podczas sezonu 2010/2011 pojawiał się na ligowych boiskach siedmiokrotnie, z czego tylko jeden raz w wyjściowym składzie. Jesienią 2011 pozostawał bez klubu, natomiast w styczniu 2012 jako wolny zawodnik podpisał kontrakt z drużyną Puebla FC.
| Sezon     | Klub             | Kraj              | Rozgrywki           | Mecze | Bramki |
| --------- | ---------------- | ----------------- | ------------------- | ----- | ------ |
| 2004/2005 | CF Pachuca       | Meksyk            | Liga MX             | 4     | 0      |
| 2005/2006 | CF Pachuca       | Meksyk            | Liga MX             | 37    | 12     |
| 2006/2007 | CF Pachuca       | Meksyk            | Liga MX             | 40    | 7      |
| 2007/2008 | Monarcas Morelia | Meksyk            | Liga MX             | 32    | 7      |
| 2008/2009 | Monarcas Morelia | Meksyk            | Liga MX             | 16    | 0      |
| 2008/2009 | Cruz Azul        | Meksyk            | Liga MX             | 15    | 7      |
| 2009/2010 | Cruz Azul        | Meksyk            | Liga MX             | 1     | 0      |
| 2009      | Houston Dynamo   | Stany Zjednoczone | Major League Soccer | 7     | 1      |
| 2010      | Houston Dynamo   | Stany Zjednoczone | Major League Soccer | 9     | 1      |
| 2010/2011 | Atlante FC       | Meksyk            | Liga MX             | 7     | 0      |
| 2011/2012 | Puebla FC        | Meksyk            | Liga MX             |       |        |

## Kariera reprezentacyjna
W 2006 roku Landín został powołany przez selekcjonera Jesúsa Ramíreza do reprezentacji Meksyku U–23 na Igrzyska Ameryki Środkowej i Karaibów, gdzie wystąpił w dwóch spotkaniach, natomiast jego drużyna odpadła z męskich rozgrywek piłkarskich w ćwierćfinale.
W 2008 roku Landín po raz kolejny otrzymał powołanie do kadry Meksyku U–23, tym razem od szkoleniowca Hugo Sáncheza. Wystąpił wówczas w czterech meczach towarzyskich i dwóch spotkaniach wchodzących w skład eliminacji do Igrzyska Olimpijskie w Pekinie. W obydwóch meczach eliminacyjnych – zremisowanym 1:1 z Kanadą i wygranym 5:1 z Haiti – wpisał się na listę strzelców, a Meksykanie nie zakwalifikowali się na igrzyska.
W seniorskiej reprezentacji Meksyku Landín zadebiutował za kadencji trenera Ricardo Lavolpe – 1 marca 2006 w wygranym 1:0 meczu towarzyskim z Ghaną. Nie znalazł się jednak w składzie na rozgrywane kilka miesięcy później Mistrzostwa Świata w Niemczech. Został natomiast awaryjnie powołany przez nowego selekcjonera Hugo Sáncheza na turniej Copa América 2007, zastępując kontuzjowanego Jareda Borgettiego. W rozgrywkach tych wystąpił dwukrotnie, nie zdobywając gola, a kadra narodowa Meksyku zajęła ostatecznie trzecie miejsce.